# Jiří Pelikán
Jiří Pelikán (Olomouc, 7 febbraio 1923 – Roma, 26 giugno 1999) è stato un attivista cecoslovacco, promotore della "Primavera di Praga" del 1968, condannato all'esilio in Italia, da dove si batté per il ripristino delle libertà democratiche in Cecoslovacchia.

## Biografia
Giornalista, entra nella gioventù comunista nel 1939 e partecipa alla Seconda guerra mondiale, durante la quale viene incarcerato dai nazisti. Dal 1955 al 1963 è presidente dell'Unione Studenti, successivamente è direttore della televisione cecoslovacca; dal 1964 al 1969 è deputato al Parlamento.
Nel 1968, allontanato dall'incarico di direttore tv, diventa consigliere d'ambasciata a Roma, espulso dal Partito Comunista Cecoslovacco viene privato della cittadinanza cecoslovacca nel febbraio 1970. Ottiene l'asilo politico a Roma, otterrà la cittadinanza italiana nel 1977.
In Italia è stato europarlamentare del Partito Socialista Italiano, eletto alle elezioni europee del 1979, poi riconfermato nel 1984, per le liste del PSI. È stato membro della Commissione giuridica, della Commissione per le relazioni economiche esterne, della Delegazione per le relazioni con i paesi del Magreb, della Commissione per la gioventù, la cultura, l'educazione, l'informazione e lo sport, della Commissione per il regolamento e le petizioni, della Delegazione per le relazioni con i paesi membri dell'ASEAN e dell'Organizzazione interparlamentare dell'ASEAN (AIPO).
Ha aderito al gruppo parlamentare "Gruppo Socialista".